# Walda
Walda es un personaje ficticio que pertenece al legendarium creado por el escritor británico J. R. R. Tolkien y cuya historia es narrada en los apéndices de la novela El Señor de los Anillos. Fue el duodécimo rey de Rohan. Nacido en el 2780 T. E. Sucedió a su padre Brytta, quien murió en 2842 T. E. 

## Historia
Sirvió en el ejército de su padre, combatiendo a los orcos que buscaban invadir Rohan. En el momento de su coronación se creía que ya habían sido expulsados, sin embargo algunos quedaron. Esta sería la causa de su joven muerte habiendo gobernado tan solo nueve años, cuando fue asesinado por un orco.
Le sucedió su hijo Folca en el 2851 T. E, quien lo vengó expulsando a todos los orcos de Rohan.